# Catherine Abrikossova
Pour les articles homonymes, voir Abrikossova.
Mère Catherine Abrikossova, née Anne Ivanovna Abrikosoff, (en russe : Анна Ивановна Абрикосова), en religion Mère Catherine de Sienne (en russe : Екатерина Сиенская), née le 23 janvier 1882 et morte le 23 juillet 1936), est une religieuse russe convertie au catholicisme qui fonda en 1912 avec un groupe de plusieurs femmes russes reçues au sein de l'Église grecque-catholique russe, une communauté de tertiaires dominicaines régulières de rite russe byzantin slave. Les dix-sept sœurs s'offrirent en victimes d'expiation pour la Russie et furent ensuite arrêtées et envoyées pour la plupart en Sibérie. Elles poursuivirent leur apostolat au camp de travail et furent fusillées après la mort de Mère Catherine.

## Parcours
Elle naquit dans une famille célèbre de  négociants richissimes en 1882, la famille Abrikossov, et devient orpheline. Elle est élevée avec ses frères par son oncle Nicolas Alexéïevitch Abrikossov. Elle va au lycée à Moscou et obtient une médaille d'or en 1899. Elle passe en 1903 le diplôme de l'Université de Girton College (Cambridge), (études d'histoire) et épouse son cousin Vladimir Vladimirovitch Abrikossov. Durant les années 1910-1905, ils voyagent en France, en Italie et en Suisse. Elle découvre le catholicisme et lit les écrits de Catherine de Sienne. Elle se convertit au catholicisme en 1907 et son époux en 1908.
Elle et son mari sont reçus dans l'Église catholique le 20 décembre 1908, à Paris. En 1910, sa maison de Moscou devient un centre de rencontres et d'amitié pour catholiques russes. Elle organise des réunions religieuses avec la participation d'intellectuels. Les deux conjoints prennent en charge les enfants pauvres dans divers établissements d'enseignement. En 1903, ils entrent dans le tiers-ordre dominicain de rite russe catholique byzantin, après avoir prononcé des vœux ; ils rencontrent le Pape Pie X en audience privée : ils devront suivre le rite oriental. Vladimir devient prêtre puis évêque, dans le Tiers-ordre. De retour à Moscou, elle organise la communauté féminine. Officiellement, le groupe de sœurs du Tiers-ordre a pris forme en 1917. Anna Abrikossov (devenue sœur Marie-Catherine de Sienne, puis mère Catherine), devient la supérieure d'un groupe constitué de cinq femmes. En 1917, Mère Catherine fait vœu de chasteté, et son époux Vladimir est ensuite sacré évêque par le métropolite Andreï Septicky. Dans leur appartement, une vie de prière  s'organise, ainsi qu'une paroisse de rite byzantin consacrée à Notre-Dame-de-la-Nativité. Dans la communauté monastique, pratiques ascétiques, liturgie quotidienne de služilas rythment la journée. Elles pratiquent des activités de traduction et de catéchisme, et du travail bénévole. Malgré les temps de guerre civile et l'effondrement économique, la communauté non seulement continue d'exister, mais elle augmente numériquement. En 1921, elles sont quinze sœurs.
La première arrestation de Mère Catherine avec dix autres sœurs dont Sœur Rose Jentkiewicz a lieu du 12 au 16 octobre 1923 : elle est arrêtée le 12 novembre et accusée par l'OGPU d'avoir aidé la bourgeoisie internationale et d'avoir espionné. Cette arrestation a lieu quelques mois après le spectaculaire procès de Moscou de mars 1923 qui démantela la petite hiérarchie catholique de Russie. Elle est donc condamnée en vertu des articles 61 et 66 du code criminel de la République socialiste fédérative soviétique de Russie). Mère Catherine est d'abord gardée seule dans la SEF de la Place Loubianka et, après quatre mois, est transférée à la prison de la rue Boutyrskaïa, où elle est en mesure de rencontrer les autres  sœurs. Sous son influence, un adolescent, qui avait l'intention de se suicider, change d'avis. La sentence de dispersion du groupe est prononcée le 19 mai 1924. C'est la première étape d'une série de procès et de persécutions  qui dureront de 1931 à 1934.
En 1922, Vladimir Abrikossoff est définitivement banni de Russie. En 1923, Mère Catherine et les autres sœurs sont déportées en Sibérie. Mère Catherine (Anna) est transférée dans les prisons de Tobolsk et d'Iaroslavl. Elle tombe malade en 1932 (cancer du sein) et on fait une pétition pour demander sa libération. Libérée, elle rencontre sa sœur et un groupe de jeunes dans des réunions secrètes organisées par Camilla Krouchelnitskaïa, puis elle est à nouveau arrêtée en 1933, le 5 août, mais  sa peine est commuée en cinq ans de camp de travail. Elle meurt peu après de maladie à Moscou le 23 juillet 1936 à l'hôpital de la prison de la rue Boutyrskaïa. Avant de mourir elle déclara, « le Christ désire maintenant en Russie  un  sacrifice individuel pour ceux qui... Soyons    comme des agneaux  conduits à l'abattoir  ….Obéissance  jusqu'à  la mort sur la Croix, ensemble avec humilité — ce sont les deux vertus que je prêche à mes  sœurs » . Toutes les autres victimes de ces condamnations seront fusillées sans autre jugement en novembre 1937.
Un autre procès, en 1935, concerne aussi trois dominicaines, un autre concerne cinq sœurs qui, après leur libération, s'étaient regroupées à Maloïaroslavets : arrêtées le 30 novembre 1948, elles seront de nouveau condamnées à dix ans de camp le 17 août 1949 : « Conformément à la Règle de l'ordre dominicain, l'organisation menait un travail contre-révolutionnaire. » De plus, les sœurs dominicaines, qui réussirent parfois à se retrouver dans un même camp, y formèrent des groupes pour diffuser les idées catholiques, considérées comme contre-révolutionnaires par les gardiens.
En plus de ces religieuses dominicaines figurent aussi des tertiaires laïques, et de nombreux fidèles proches des sœurs et des prêtres qu'elles fréquentaient, mais sans qu'on puisse déterminer une appartenance institutionnelle au Tiers-Ordre dominicain. En 1923, toutes ces sœurs avaient entre 22 et 49 ans.

## Compléments

### Filmographie
- 4082 Sudba Anny Ivanovny Abrikosovej :  Anna Ivanovna Abrikossova réalisé par Joao Cristo, produit par Studia "Otchij Dom", Moscou, 2004. Deuxième prix du festival international du film et du multimedia catholique 2005
- Video
- Film sur Anna I.25:52 min